# Abu Faris Abedalá
Abu Faris Abedalá (em árabe: أبو فارس عبد الله; romaniz.: Abu Faris Abdallah), foi um rei de Marrocos da  Dinastia Saadi, reinou entre 1603 e 1607. Foi antecedido no trono por Amade Almançor Saadi, e foi seguido no trono por Zidane Nácer. 